# Modulház
A moduláris építkezés egy olyan építési technika, amely során az épületeket előre gyártott modulokból állítják össze, és lehetővé teszi a gyorsabb, hatékonyabb és gazdaságosabb építkezést, mint a hagyományos építkezési módszerek.
A moduláris építkezésnek hosszú történelme van, és az iparosodás korával kezdődött, amikor az emberek nagyobb mennyiségű előregyártott anyagokat kezdtek felhasználni az építkezéshez. Az 1920-as években az Egyesült Államokban az első moduláris épületeket kezdték el előállítani, amelyeket általában a kereskedelmi és ipari területeken használtak fel. Azonban az 1970-es években a moduláris építkezés egyre inkább terjedt, és az építőiparban szélesebb körben alkalmazták, beleértve az otthonok, iskolák, kórházak, és egyéb épületek előállítását is.

### A moduláris építkezés előnyei
A moduláris építkezés számos előnnyel jár a hagyományos építkezési módszerekhez képest. Először is, az előre gyártott modulok lehetővé teszik a gyorsabb és hatékonyabb építést, amely lehetővé teszi a projekt befejezésének időtartamának csökkentését. Ez jelentős pénzügyi megtakarítást eredményezhet, mivel az építőipari vállalkozók kevesebb időt és erőforrást kell fordítsanak az építkezésre. Másodszor, az előre gyártott modulok lehetővé teszik a pontosabb és szabványosabb építést, amely biztosítja az épület minőségét és hosszú élettartamát. Harmadszor, a moduláris építkezés módszere környezetbarát, mivel kevesebb hulladékot termel, mint a hagyományos építkezési módszerek.

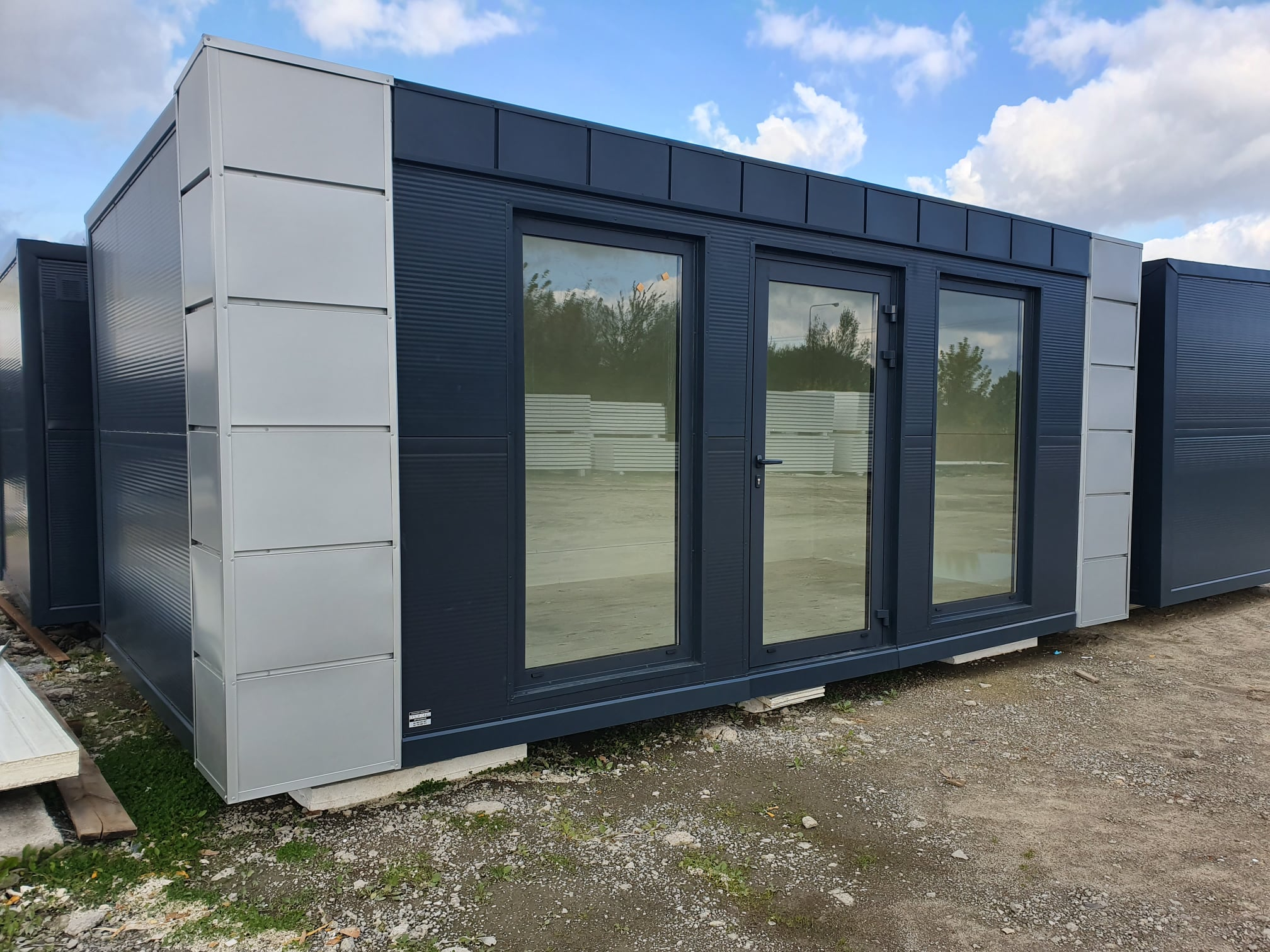
EkoSpace modulház 7mx3m alapterület

### Modulház építés menete
Az előre gyártott modulok előállítása az építkezés helyszínétől távoli helyen történik. Az előállítás során az épületrészeket a gyártósoron építik fel, majd azokat a telephelyre szállítják. Az EkoSpace modulházaink az innovatív és környezettudatos építkezés jelképei. A kiváló minőségű PIR szendvicspanelekből készülnek, amelyek 10 vagy 15 cm vastagok. Az alap színválaszték fehér, antracit és ezüst színekben elérhető, míg a dekoritlemezek széles színválasztékkal rendelkeznek, beleértve a tölgy, fenyő, szürke és antracit színeket. Az EkoSpace modulházaink minőségi alumínium nyílászárókkal vannak felszerelve, amelyek szintén antracit színűek. A modulházaink kiváló minőségű anyagokból készülnek, amelyek hosszú élettartamot biztosítanak és ellenállnak az időjárás viszontagságainak. Az EkoSpace modulházak környezetbarát és fenntartható megoldást jelentenek, hiszen az építésükhöz kevesebb anyagot használunk, így a környezeti terhelés csökkentése érdekében is kiemelkedő megoldást nyújtanak. Az EkoSpace modulházak kiváló alternatívái a hagyományos építési módszereknek, különösen azoknak, akik gyorsan szeretnének építkezni és hatékonyan kihasználni az építkezés idejét. A modulházak többféle célra használhatók, beleértve az irodákat, nyaralókat, üzlethelyiségeket, garázsokat és vendéglátó egységeket. Az EkoSpace modulházak gyorsan telepíthetők és könnyen áttelepíthetők egy másik helyszínre is. Ez lehetővé teszi a rugalmas és gyors alkalmazkodást a változó igényekhez és lehetőségekhez. Az EkoSpace modulházakat a legjobb minőségű anyagok felhasználásával készítjük, és rendkívül strapabíróak és hosszú élettartamúak. Az építkezés során a modulok előállítása során előre gyártott paneleket használunk, amelyek gyorsabb és könnyebb telepítést biztosítanak.

## A PIR szendvicspanel előnyei
1. A PIR szendvicspanelek nagyon jó hőszigetelő tulajdonságokkal rendelkeznek, így a hőveszteség minimalizálható és jelentős energiaköltség-megtakarítást tesznek lehetővé.
2. A PIR szendvicspanelekből épített épületek rendkívül időtakarékosak, mivel az építkezés folyamata gyors és egyszerű, így kevesebb időt vesz igénybe, mint a hagyományos építési módszerek esetében.
3. A PIR szendvicspanelekből készült épületek tartósak és könnyen karbantarthatók, hiszen a paneleknek nagyon jó a mechanikai ellenálló képessége, és könnyen tisztíthatóak.
4. A PIR szendvicspanelek használata esetén jelentős anyag- és munkaköltség-megtakarítás érhető el, mivel a panelek előre gyártottak, és az építési folyamat során könnyen illeszthetők, így az építkezéshez szükséges idő és munkaerő költsége jelentősen csökkenthető.
5. A PIR szendvicspanelek környezetbarát építési megoldást jelentenek, mivel a panelek előállításához kevesebb energia és nyersanyag szükséges, és az épület használata során jelentős energiaköltség-megtakarítás érhető el, amely előnyös a környezetvédelem és a fenntarthatóság szempontjából.

## A modulház és konténerház közötti különbségek
1. A hagyományos hajózási konténer általában acélból készül, míg a szendvicspaneles modulházak PIR panelekből állnak.
2. A hagyományos hajózási konténer kevésbé rugalmas, míg a szendvicspaneles modulházak könnyen testre szabhatók és alkalmazkodnak a felhasználó igényeihez.
3. A hagyományos hajózási konténer általában nehéz és nehezen mozgatható, míg a szendvicspaneles modulházak könnyűszerkezetesek és könnyen szállíthatók, ami rugalmasabb és hatékonyabb telepítést tesz lehetővé.
4. A hagyományos hajózási konténer általában csak egy egységből áll, míg a szendvicspaneles modulházakból több modulból is állhatnak, amelyek könnyen összeilleszthetők és összekapcsolhatók, hogy nagyobb épületeket hozzanak létre.
5. A hagyományos hajózási konténer kevésbé hatékony hőszigetelő tulajdonságokkal rendelkezik, míg a szendvicspaneles modulházak nagyon jó hőszigetelést biztosítanak, ami jelentős energiaköltség-megtakarítást tesz lehetővé.